# Can Calabuig
Can Calabuig és una casa de la Jonquera (Alt Empordà) inclosa a l'Inventari del Patrimoni Arquitectònic de Catalunya.

## Descripció
Edifici situat al centre del poble, la façana posterior del qual dona a la riera. És un edifici que fa xamfrà i, per tant, dona a dos carrers. La façana està totalment arremolinada i pintada, i el que destaca és que aquest edifici té dos cossos, un de planta baixa i dos pisos, i l'altre de planta baixa i pis. La porta d'accés és d'arc de mig punt i les obertures centrals tenen balcó.